# Devil’s Golf Course
Devil’s Golf Course (ang. Pole golfowe diabła) – solnisko w Dolinie Śmierci, na pustyni Mojave, w obrębie Parku Narodowego Doliny Śmierci, w hrabstwie Inyo, we wschodniej Kalifornii w USA. Obszar leży na wysokości 83 m poniżej poziomu morza, pokryty jest kilkunastocentymetrowymi bryłami mieszaniny ziemi i soli. Bryły te w kształcie stożków, zbudowane z halitu są niezwykle twarde i posiadają ostre krawędzie.
Nazwa pochodzi z wydanego w 1934 r. przez National Park Service przewodnika po Dolinie Śmierci, w którym napisano, że Tylko diabeł może grać w golfa na tej powierzchni.
Zanim Dolina Śmierci została Pomnikiem Narodowym w 1934, spółka Pacific Coast Borax dokonała kilku odwiertów w solnisku, w poszukiwaniu potażu. Znaleziono mieszaninę soli i błota, z niewielką ilością drobnego piasku i żwiru leżącego pod solniskiem na głębokości dochodzącej do 300 m w niektórych odwiertach. Późniejsze badania dowiodły, że głębokość występowania soli wynosi od 2700 m w okolicach Mormon Point (36°03′12,8351″N 116°45′26,1612″W/36,053565 -116,757267) i Bennett's Well 36°10′01″N 116°51′44″W/36,166944 -116,862222 do 1200 m przy Artist Drive.